# Bataille de Mormant
 (mars 2013).
Si vous disposez d'ouvrages ou d'articles de référence ou si vous connaissez des sites web de qualité traitant du thème abordé ici, merci de compléter l'article en donnant les références utiles à sa vérifiabilité et en les liant à la section « Notes et références ».
Sixième Coalition
Batailles
Campagne de Russie (1812)
- Liste des batailles
- Mir
- Moguilev
- Ostrovno
- Vitebsk
- Kliastitsy
- Smolensk
- 1re Polotsk
- Valoutina Gora
- Moskova
- Moscou
- Winkowo
- 2e Polotsk
- Maloïaroslavets
- Gorodnia
- Czaśniki
- Viazma
- Smoliani
- Krasnoï
- Bérézina

Campagne d'Allemagne (1813)
- Dantzig
- Lunebourg
- Möckern
- Lützen
- Bautzen
- Reichenbach
- Haynau
- Luckau
- Hoyerswerda
- Lauenbourg
- Goldberg
- Gross Beeren
- Katzbach
- Dresde
- Kulm
- Dennewitz
- Peterswalde
- Liebertwolkwitz
- Leipzig
- Hanau
- Sehested
- Torgau
- Hambourg

Campagne de France (1814)
- Sainte-Croix-en-Plaine
- Besançon
- Mayence
- Metz
- Saint-Avold
- 1re Saint-Dizier
- Brienne
- La Rothière
- Campagne des Six-Jours (Champaubert
- Montmirail
- Château-Thierry
- Vauchamps)
- Mormant
- Montereau
- Bar-sur-Aube
- Saint-Julien
- Laubressel
- Berry-au-Bac
- Craonne
- Coutures
- Laon
- Soissons
- Mâcon
- Reims
- Saint-Georges-de-Reneins
- Limonest
- Arcis-sur-Aube
- Fère-Champenoise
- 2e Saint-Dizier
- Meaux
- Claye
- Villeparisis
- Paris

- Feistritz
- Caldiero (en)
- Trieste
- Mincio

- Hoogstraten (de)
- Anvers
- Berg-op-Zoom
- Courtrai

La bataille de Mormant se déroule le 17 février 1814 près de Mormant (Seine-et-Marne) et se solde par une victoire des troupes françaises du maréchal Victor et du général Gérard sur les troupes bavaroises et russes, commandées par le général Pahlen.

## Ordres de bataille
L’armée française est divisée en trois colonnes :
- à droite, la division Chataux,
- au centre, les divisions Dufour et Henri Rottembourg sous les ordres du général Gérard,
- à gauche, la division Duhesme.

Ces trois colonnes forment le 2e corps du maréchal Victor. Elles sont précédées et flanquées, à gauche, par la cavalerie de Milhaud, composée des brigades des généraux Subervie, Montélégier, Ludot et la cavalerie légère de Piré. À droite, la cavalerie de Kellermann, composées des brigades des généraux Lamotte, Collaert, Ismert, d'Ornano, des dragons des généraux Trelliard, Lhéritier et Briche, vétérans d’Espagne.
Derrière l’infanterie du 2e corps, le 7e corps du maréchal Oudinot est prêt à assurer un soutien. Les divisions Boyer et Rottembourg contrôlent la grande route et le parc du château de Vernouillet. À leur droite se tient la division de cavalerie Bordesoulle, formée de jeunes recrues.
L’artillerie de Drouot, elle, s’établit en plusieurs batteries sur la grande route à l’entrée de Guignes.

## La bataille

### Prise de Mormant par l'infanterie et la cavalerie françaises
Peu avant Mormant, Victor rencontre un corps russe fort de 8 000 hommes, qui refuse le combat, se retire et se retranche dans le village de Mormant. Voyant l’ennemi retranché, le général Gérard s’élance à l’attaque à la tête du 5e bataillon du 32e régiment de ligne. Dans son élan, il culbute les Russes hors du village et fait prisonniers deux bataillons ennemis. Le général russe Peter von der Palhen évacue le village, tandis que sa cavalerie s’efforce de couvrir l’avant-garde en retraite.
Soudain, la cavalerie légère du général Piré et les dragons du général Trelliard, qui avaient contourné les positions russo-bavaroises, prennent de flanc les chasseurs et lanciers russes et les culbutent. Poursuivant sur leur lancée, les cavaliers français rattrapent l’infanterie coalisée qui vient de subir le feu nourri d’une batterie de 36 pièces de l’artillerie de la Garde commandée par Drouot.
Désespérément, les Russo-Bavarois se forment tant bien que mal en deux carrés. L’un, assailli par les cavaliers de Kellermann et de Milhaud, est enfoncé et se rend. L’autre tente de se sauver vers les marais d’Ancœur, mais est anéanti par les brigades Ismert (4e, 10e dragons), et Ludot (13e et 16e dragons).

### Poursuite et affrontements ultérieurs
Les vieux dragons d'Espagne poursuivent et sabrent les fuyards, qui se replient vers Maison-Rouge et Bailly-Carrois. Au défilé de Nangis, le général Piré fait encore un grand nombre de prisonniers et s’empare de six bouches à feu. L'armée française poursuit les alliés en débandade jusqu'à Valjouan, où elle tombe sur la division autrichienne Lamotte. Celle-ci est tout d'abord repoussée par l'infanterie de Gérard, puis taillée en pièces par une charge des cuirassiers du général Bordesoulle. Le général Lhéritier, sans ordre du maréchal Victor, n'ose cependant pas charger de flanc les fuyards avec ses dragons, action qui eut entraîné l'anéantissement des troupes autrichiennes.

## Conséquences
À la suite de la prise de Mormant, la cavalerie des généraux Kellermann, Milhaud, Anne-François-Charles Trelliard et Briche, ainsi que le 2e corps du maréchal Victor, poursuivent les Coalisés qu’ils battent aux combats de Villeneuve-le-Comte (Villeneuve-les-Bordes aujourd'hui) et de Valjouan. Napoléon, qui est arrivé à Mormant, marche sur Nangis, qu’il prend au terme d’un furieux combat, et se prépare à affronter l’ennemi à Montereau.

## Pertes
Les Russo-Bavarois perdent dans l’affrontement 3 000 tués ou blessés (en comptant les pertes des combats de Valjouan et Villeneuve-le-Comte (Villeneuve-les-Bordes) et abandonnent aux Français 2 000 prisonniers, ainsi que onze pièces d’artillerie.
L’empereur Napoléon Ier installa son quartier général dans la ville voisine de Guignes (Seine-et-Marne) à l’hôtel « Sainte-Barbe » qui existe encore de nos jours (une plaque et une icône sont fixées sur la façade).
Un monument (en russe et français) rappelant la bataille existe dans le parc de Mormant (derrière l’église).